# Comparaison série-intégrale

Comparaison série-intégrale appliquée à la série harmonique. Comme l'aire sous la courbe y = 1/x (en rouge) pour x ∈ [1, ∞[ est infinie, l'aire totale des rectangles (en jaune) doit l'être également.

Les séries sont un procédé de sommation de grandeurs discrètes, l'intégrale de grandeurs continues. L'analogie formelle entre les deux domaines permet de faire passer des idées intéressantes de l'une à l'autre. La comparaison explicite d'une intégrale et d'une série associées permet par exemple d'utiliser l'une pour avoir des valeurs approchées de l'autre.

## Comparaison formelle
À partir de la série numérique de terme général un, on fabrique une fonction constante par morceaux f, définie par f(x) = un pour x dans [n, n+1[.
Alors l'intégrale de f sur {\displaystyle \mathbb {R} ^{+}} et la série sont de même nature (toutes deux convergentes, ou toutes deux divergentes).
En ce sens la théorie des séries peut être vue comme un cas particulier de l'étude de la convergence des intégrales au voisinage de {\displaystyle +\infty }.
Il faut prendre garde cependant que les intégrales recèlent une gamme de comportements plus riches que les séries, ainsi :
- il est connu que si la série de terme général un converge, alors la suite de terme général un tend vers 0 ;
- au contraire, il existe des fonctions f d'intégrale convergente (voire absolument convergente) et telles que f ne tend pas vers 0. C'est le cas de l'intégrale de Fresnel par exemple.

## Théorème de comparaison pour les fonctions monotones
On suppose cette fois que la série s'exprime sous une forme explicite un = f(n).
Bien sûr si f « change trop » entre deux valeurs entières consécutives, il n'y a pas de raison qu'il y ait de lien entre série et intégrale.
On ajoutera donc des hypothèses de comportement sur f pour obtenir des résultats de comparaison positifs.

### Principe de base
Soit f telle que un = f(n). Si f est décroissante sur l'intervalle {\displaystyle [0,+\infty [}, alors on peut encadrer
{\displaystyle \forall t\in [n,n+1],\qquad f(n+1)\leq f(t)\leq f(n)}
puis {\displaystyle \qquad f(n+1)\leq \int _{n}^{n+1}f(t)\,\mathrm {d} t\leq f(n),}
encadrement que l'on peut renverser en un encadrement de un
{\textstyle \forall n>0,\qquad \int _{n}^{n+1}f(t)\,\mathrm {d} t\leq u_{n}\leq \int _{n-1}^{n}f(t)\,\mathrm {d} t.}
On peut sommer ces encadrements de façon à obtenir
- un encadrement de la suite des sommes partielles (attention au premier terme)

{\displaystyle \int _{0}^{N+1}f(t)\,\mathrm {d} t\leq \sum _{n=0}^{N}u_{n}\leq u_{0}+\int _{0}^{N}f(t)\,\mathrm {d} t.}
Cet encadrement peut donner la limite ou un équivalent pour la suite des sommes partielles.
- Théorème de comparaison ou critère intégral de Cauchy :

Si f est monotone sur l'intervalle {\displaystyle [N,+\infty [}, alors la série {\displaystyle \sum f(n)} et l'intégrale {\displaystyle \int _{N}^{\infty }f(x)\,\mathrm {d} x} sont de même nature, c'est-à-dire que la série est convergente si et seulement si l'intégrale est convergente.
Si f est positive et décroissante sur l'intervalle {\displaystyle [N,+\infty [}, on a, en cas de convergence, un encadrement de la suite des restes
{\displaystyle \int _{N+1}^{+\infty }f(t)\,\mathrm {d} t\leq \sum _{n=N+1}^{+\infty }u_{n}\leq \int _{N}^{+\infty }f(t)\,\mathrm {d} t.}
De nouveau, cela peut donner un équivalent pour la suite des restes.

### Développement asymptotique
Les encadrements précédents permettent d'obtenir mieux qu'un simple équivalent : une relation asymptotique. On peut citer la célèbre formule d'Euler (qui concerne la série harmonique) à titre d'exemple :
Ce qui suit explique comment l'obtenir, et généraliser l'étude à d'autres séries.
On se replace dans les hypothèses du théorème de comparaison série intégrale ci-dessus, mais on prend le taureau par les cornes en étudiant la différence
{\displaystyle \Delta _{n}=u_{n}-\int _{n}^{n+1}f(t)\,\mathrm {d} t}.
Celle-ci vérifie l'encadrement : {\displaystyle \qquad 0\leq \Delta _{n}\leq u_{n}-u_{n+1}}.
Ce qui montre que la série de terme général Δn est à termes positifs et majorée par une série à termes télescopiques, convergente. Donc la série de terme général Δn converge. On peut donc écrire
{\displaystyle \sum _{n=0}^{N}u_{n}=\int _{0}^{N+1}f(t)\,\mathrm {d} t+\sum _{n=0}^{N}\Delta _{n}=\int _{0}^{N+1}f(t)\,\mathrm {d} t+\sum _{n=0}^{+\infty }\Delta _{n}+o(1)}

### Exemple de poursuite du développement asymptotique
On s'est contenté de dire que la série de terme général Δn (ci-dessus inspirée de la formule d’Euler) convergeait. Pour aller plus loin, et estimer sa vitesse de convergence, on peut appliquer à cette même série la méthode de comparaison série-intégrale : il nous faut d'abord un équivalent pour Δn
{\displaystyle \Delta _{n}={\frac {1}{n}}-\ln(n+1)+\ln n={\frac {1}{n}}-\ln \left(1+{\frac {1}{n}}\right)\sim {\frac {1}{2n^{2}}}}.
On compare alors le reste de la série de terme général Δn avec l'intégrale de la fonction {\displaystyle t\mapsto {\frac {1}{2t^{2}}}} qui est encore continue positive décroissante :
{\displaystyle \int _{N+1}^{+\infty }{\frac {\mathrm {d} t}{2t^{2}}}\leq \sum _{n=N+1}^{+\infty }\Delta _{n}=\Delta -\sum _{n=1}^{N}\Delta _{n}\leq \int _{N}^{+\infty }{\frac {\mathrm {d} t}{2t^{2}}}},
ce qui donne un développement de {\displaystyle \sum _{n=1}^{N}\Delta _{n}} qu'on peut reporter dans la formule d'Euler. On peut recommencer ensuite l'opération effectuée, en soustrayant de nouveau l'intégrale avec laquelle on vient de faire la comparaison. La méthode se poursuit jusqu'à obtenir un développement à l'ordre désiré. Par exemple pour l'ordre suivant, on a : {\displaystyle \sum _{k=1}^{n}{\frac {1}{k}}=\ln n+\gamma +{\frac {1}{2n}}+o\left({\frac {1}{n}}\right)}.
On pose alors {\displaystyle u_{n}=\sum _{k=1}^{n}{\frac {1}{k}}-\ln n-\gamma -{\frac {1}{2n}}\quad (u_{n}=o\left({\frac {1}{n}}\right))}, puis on trouve un équivalent {\displaystyle v_{n}} de {\displaystyle u_{n-1}-u_{n}} qu'on somme avec le théorème de sommation des équivalents, puis on trouve un équivalent de {\displaystyle \sum _{k=n+1}^{+\infty }v_{n}} en comparant le terme général avec une intégrale.
On trouve alors :

## Variantes
Il est possible d'utiliser une comparaison série-intégrale sans les hypothèses du théorème de comparaison.
Par exemple, dans le cas d'une fonction à valeurs complexes dérivable à dérivée continue par morceaux, une idée possible est d'écrire Δn sous la forme suivante (par intégration par parties)
{\displaystyle \Delta _{n}=\int _{n}^{n+1}(t-(n+1))f'(t)\,\mathrm {d} t}.
Lorsque la fonction f ' est intégrable, on peut obtenir un résultat. Intuitivement, le succès est lié au fait que f varie peu sur [n, n + 1].
Cependant une méthode souvent plus féconde est de procéder directement sur la série de terme général un en lui appliquant une transformation d'Abel, qui est l'analogue discret de l'intégration par parties. Nous présentons cette analogie dans le prochain paragraphe.
On peut aussi souvent appliquer la puissante formule sommatoire d'Abel.

## Transformation d'Abel et intégration par parties
On peut poursuivre dans la voie de l'analogie série-intégrale. Sans prétention de fournir un énoncé rigoureux, il peut être bon de considérer les opérations suivantes comme « analogues en un certain sens ». Cela peut guider dans l'étude de problèmes d'analyse.
| Fonction f                                               | Suite un                  |
| -------------------------------------------------------- | ------------------------- |
| convergence de l'intégrale (en {\displaystyle +\infty }) | convergence de la série   |
| fonction dérivée                                         | suite (un+1 – un)         |
| solution d'une équation différentielle linéaire          | suite récurrente linéaire |
| intégration par parties                                  | sommation par parties     |

Exemple : la série de terme général {\displaystyle {\frac {\sin n}{n}}}.
La série n'est pas à termes positifs, les critères classiques ne nous aident guère. Mais par analogie avec l'étude de la convergence de {\displaystyle \int _{0}^{+\infty }{\frac {\sin t}{t}}\mathrm {d} t} (qui se fait par intégration par parties, voir plus précisément l'article intégrale de Dirichlet), on procède à une transformation d'Abel :
{\displaystyle \sum _{n=1}^{N}(\sin n)\times {\frac {1}{n}}={\frac {1}{N+1}}\sum _{k=1}^{N}\sin k+\sum _{n=1}^{N}\left(\sum _{k=1}^{n}\sin k\right)\left({\frac {1}{n}}-{\frac {1}{n+1}}\right)}.
On notera qu'on retrouve même les « termes entre crochet » dans l'intégration par parties.
Il reste à appliquer une identité trigonométrique (voir plus précisément l'article noyau de Dirichlet) pour montrer que la suite de terme général {\displaystyle \sum _{k=1}^{N}\sin k} est bornée. Alors les théorèmes de comparaison s'appliquent et l'on obtient que la série de terme général {\displaystyle {\frac {\sin n}{n}}} converge.
L'intervention du noyau de Dirichlet n'est pas fortuite, puisqu'on peut prouver la convergence de cette série (et calculer la valeur de sa somme) à l'aide des séries de Fourier.